# Chaetabraeus cicatricatus
Chaetabraeus cicatricatus är en skalbaggsart som först beskrevs av Thérond 1959.  Chaetabraeus cicatricatus ingår i släktet Chaetabraeus och familjen stumpbaggar. Inga underarter finns listade i Catalogue of Life.